# Pla/contraplà
El pla/contraplà és la tècnica cinematogràfica i televisiva més utilitzada per filmar un diàleg entre dues persones. Consisteix a filmar una escena des d'un angle determinat i, després, filmar la mateixa escena des d'un angle oposat, a 180° de la primera. En el procés d'edició, els dos plans ofereixen una àmplia selecció de solucions per donar continuïtat a l'escena. De fet, es poden dividir i muntar segons la voluntat del director o les necessitats dramàtiques de la història.

## Context
Aquesta és la tècnica cinematogràfica més usada en el cinema clàssic de Hollywood, ja que és la manera institucionalitzada que s'utilitza, des del classicisme, per relatar el naixement d'una passió, és a dir, per explicar els processos inicials de l'enamorament entre dos personatges. A les pel·lícules clàssiques, la tensió creada per la juxtaposició de dos primers plans, amb les corresponents mirades que es projecten d'un pla a l'altre, es resol en un pla final on els personatges es presenten en un mateix enquadrament. A tall d'exemple, es pot apreciar aquesta finalitat del muntatge pla/contraplà en la pel·lícula Spellbound (1945) d'Alfred Hitchcock, en l'escena en què el doctor Edwardes (Gregory Peck) coneix la doctora Petersen (Ingrid Bergman).
També es tendeix a combinar el pla/contraplà amb altres recursos, com ara els plans de situació. Així, en les escenes del cinema clàssic s'opta per establir l'espai en què es desenvoluparà l'acció i, a continuació, es produeix un tall analític que mostra un pla més curt. D'aquesta manera, l'espectador no se sentirà mai desorientat i es podrà centrar en la narració del film, l'objectiu principal de les pel·lícules del classicisme hollywoodià.

## Exemples
El pla/contraplà es pot emprar per mostrar un enfrontament a partir de dues accions que s'han filmat per separat, com per exemple el cara a cara entre dos exèrcits, o la rivalitat entre dos esportistes en un partit de tenis.
Però l'exemple més típic es produeix en un diàleg entre dues persones, quan la càmera s'atura primer davant d'una d'elles i, tot seguit, davant  de l'altra.
Aquest mateix principi també és aplicable a vehicles, paisatges, edificis o qualsevol altre element situat a l'extrem oposat de l'eix d'acció. La visió d'un personatge, a través de la continuïtat de la seva mirada, s'usa com a indici per unir plans. Així doncs, es tendeix a emprar un primer pla que mostra una persona que mira alguna cosa situada fora de camp, i un segon pla que ensenya l'espai, el personatge o l'element que està observant, a partir del punt de vista de la persona. Aquesta tècnica també es podria aplicar a l'hora de presentar una persona estirada a terra contemplant les formes dels núvols al cel.
En el cas concret d'una conversa entre dues persones, se sol usar la mateixa escala, tant per al pla com per al contraplà, a fi de donar la mateixa importància als dos personatges. Tot i això, també es pot tenir present la posició de la càmera quan es pretén proporcionar major presència a un personatge en relació amb un altre: es pot utilitzar primer un pla contrapicat i, tot seguit, un contraplà en picat.
En l'exemple de la persona estirada a terra mentre contempla el cel, el pla en què es veuria el subjecte seria zenital i, per mostrar els núvols, el seu contraplà seria nadir.
Una tècnica molt emprada pels germans Coen a les seves pel·lícules, juntament amb el seu director de fotografia habitual Roger Deakins, és la col·locació de la càmera en l'espai que ocuparia l'altra persona en una conversa habitual, cosa que genera la impressió que el personatge està parlant directament a l'espectador, en lloc de fer servir el típic pla escorç, que presenta part del cos del personatge que està d'esquena.